# Voleibolni Klub Gazprom-Iugra
O Voleibolni Klub Gazprom-Iugra (em russo:  Волейбольный клуб Газпром-Югра), também conhecido apenas como Gazprom Surgut, é um time russo de voleibol masculino da cidade de Surgut, Khântia-Mânsia. Atualmente disputa a Superliga Russa.

## Histórico
Em 1996, o técnico Rafael Talgatovich Khabibullin recebeu a aprovação do diretor da Planta de Estabilização de Condensado de Surgut (ZSK) - Khamit Nurmukhametovich Yasaveev - para criar um time de voleibol baseado no ZSK. Em 2000, a equipe entrou na Liga Principal "A", e em 2002 conquistou o acesso para a Superliga. Em sua primeira temporada na Superliga, a equipe se manteve na primeida divisão do campeonato nacional, conquistando o 6º lugar no campeonato.
Na temporada 2010-11, a Gazprom-Yugra participou pela primeira vez da Taça Challenge, preenchendo a vaga russa nas competições europeias depois que o Lokomotiv Novosibirsk se recusou a jogar na Taça CEV. Na ocasião, o time de Surgut caiu nas quartas de finais para o Macerata, da Itália. Na temporada 2011-12 ficou em 8º lugar na Superliga. Sob a orientação de um novo técnico, o búlgaro Plamen Konstantinov, o time venceu a primeira rodada dos playoffs pela primeira vez em sua história, derrotando o Belogorye, considerado um dos candidatos ao título medalhas, nas oitavas de finais.
No campeonato 2012-13, o time começou bastante forte, tendo conquistado 11 vitórias em 14 partidas desde o início da temporada, mas depois sofreu 5 derrotas seguidas e no início de março de 2013 se disvinculou do Andrey Tolochko. Na série das oitavas de finais do campeonato, o Gazprom-Ugra, novamente comandada por Rafael Khabibullin, venceu o Iskra, surpreendendo o adversário, inclusive com a aparição de um experiente Sergey Baranov, que havia anunciado sua aposentadoria alguns meses antes. Tal como na época anterior, a equipa Surgut não conseguiu ir mais longe na chave dos playoffs, perdendo nas quartas de final para o Gubernia Nizhny Novgorod. Na temporada 2015-16 o Gazprom-Ugra novamente conquistou o 4º lugar na Superliga, repetindo sua maior conquista, e antes disso chegou à final da Taça CEV. No primeiro encontro contra o Berlin Recycling Volleys, perderam com um placar de 2 a 3, e para o jogo de volta a equipe técnica deixou Apalikov, Brdzhovich, Konstantin Bakun e Alexei Kabeshov de fora da partida, e a equipe não conseguiu vencer um set, perdendo o segundo jogo por 0 a 3. Os mentores da Gazprom-Ugra explicaram esta decisão por um calendário de jogos apertado e a necessidade de resolver os problemas do torneio no campeonato nacional, mas após o final da temporada, Rafael Khabibullin disse que o verdadeiro motivo da não participação dos jogadores foi devido aos vestígios residuais de meldonium em testes de doping.
Na temporada 2017-18 o clube foi semifinalista na sua segunda participação na Taça Challenge. O time russo perdeu as duas partidas das semifinais para o Olympiacos da Grécia por 3 sets a 0.

## Títulos e resultados

### Campeonatos continentais
Taça Challenge
- Vice-campeão (1x): 2015-16

## Elenco atual
Atletas selecionados para disputar a temporada 2021-22: 
 Técnico:  Rafael Khabibullin
| Camisa | Nome                       | Posição    | Nacionalidade |
| ------ | -------------------------- | ---------- | ------------- |
| 1      | Ivan Lukyanenko            | levantador | russo         |
| 2      | Illia Kovalov              | ponteiro   | ucraniano     |
| 3      | Nikita Eremin              | líbero     | russo         |
| 4      | Egor Yakutin               | central    | russo         |
| 7      | Nikita Alekseev            | oposto     | russo         |
| 8      | Dmitry Makarenko           | ponteiro   | russo         |
| 9      | Ivan Ropavka               | central    | russo         |
| 10     | Rajabdibir Shakhbanmirzaev | oposto     | russo         |
| 11     | Kirill Kostylenko          | ponteiro   | russo         |
| 12     | Evgeny Rukavishnikov       | levantador | russo         |
| 13     | Maxim Kirillov             | levantador | russo         |
| 15     | Artem Dovgan               | central    | russo         |
| 17     | Dmitry Krasikov            | ponteiro   | russo         |
| 18     | Pavel Tebenikhin           | central    | russo         |
| 19     | Konstantin Bessogonov      | central    | russo         |
| 20     | Daniel Voronchikhin        | ponteiro   | russo         |
| 22     | Ivan Nikishin              | ponteiro   | russo         |